# Opus (Al Di Meola)
Opus è il venticinquesimo album in studio del chitarrista e compositore Italo-americano Al Di Meola.
L’album apporta nuovo materiale originale nella discografia dell’artista dopo 3 anni dalla pubblicazione di Elysium (2015).

## Tracce
Tutti i brani sono composti da Al Di Meola:
1. Milonga Noctiva: Wandering in the Dark (con Kemuel Roig) - 7:56
2. Broken Heart - 5:23
3. Ava's Dream Sequence Lullaby - 10:02
4. Cerreto Sannita (con Kemuel Roig) - 5:42
5. Notorious - 5:04
6. Frozen In Time - 3:24
7. Escapado - 4:02
8. Pomp - 1:41
9. Left Unsaid - 4:20
10. Insieme - 5:45
11. Rebels (con Kemuel Roig) - 5:03

## Personale
- Al Di Meola: chitarra acustica, chitarra elettrica, percussioni e basso
- Kemuel Aroig: pianoforte e tastiera (dove indicato)

## Ricezione critica
L’album non apporta grandi modifiche allo stile ormai consolidato del chitarrista; va comunque lodata la grandezza compositiva dei brani presenti in questo progetto discografico.
Opus è stato generalmente ben accolto dai fan e dalla critica, e nel sito di aggregazione di recensione «AllMusic» l’album riceve 4.5/5.